# Robert Huelsewede
Robert Sean Huelsewede (* 19. April 1990 in Bielefeld, Nordrhein-Westfalen) ist ein ehemaliger deutscher Basketballspieler. Er spielte 2009/10 beim Erstligisten Paderborn Baskets, später beim Zweitligisten Cuxhaven BasCats in der ProA und in der ProA-Saison 2011/12 beim Erstliga-Absteiger Mitteldeutscher BC, der die ProA-Meisterschaft 2012 und den sofortigen Wiederaufstieg erreichte.

## Leben und Karriere
Huelsewede wuchs in Bielefeld auf und besuchte dort das Gymnasium am Waldhof. Seine Basketballkarriere startete er im TSVE Bielefeld. Mit 14 Jahren wechselte er zu den Paderborn Baskets, spielte in der U16 und wurde Dritter mit der U18 bei den deutschen Meisterschaften. Er gehörte zum U16 und U18 Kader der deutschen Nationalmannschaft und wurde bei der U16-Europameisterschaft 2006 in Spanien fünftbester scorer des Turniers mit 16,1 Punkten und 6,9 Rebounds pro Partie im Schnitt. Danach spielte er drei Jahre lang in der Nachwuchsbasketball-Bundesliga (NBBL) und als Doppellizenzspieler in der ProB 2007/08 für seinen Stammverein TSVE Dolphins, die aber die dritthöchste Spielklasse nach einer Spielzeit als Absteiger wieder verlassen mussten. In seiner ersten Saison in der NBBL machte Hülsewede im Schnitt 14,6 Punkte und 4,6 Rebounds pro Partie, in seiner zweiten Saison 13,1 Punkte, 6,2 Rebounds, 2,6 Assists und 2 Steals pro Partie im Schnitt und in seiner letzten Saison 17,7 Punkte, 6,6 Rebounds, 3,2 Assists und 2,8 Steals pro Partie. 2008 verpasste Hülsewede die U18 EM in Griechenland aufgrund eines Mittelfußbruchs. In seiner letzten NBBL-Saison 2008/09 schlugen die Paderborner Top Four-Turnier im Halbfinale den bis zu diesem Zeitpunkt einzigen Titelgewinner und zweifachen Meister Team ALBA Urspring und mussten sich im Finale dem Nachwuchs von Alba Berlin geschlagen geben. In seinem dritten Jahr in der NBBL wurde Huelsewede aufgrund seiner Leistungen zu dem All-Star-Game in Mannheim eingeladen, das im Rahmenprogramm des BBL Allstar Days ausgetragen wurde.
Nachdem Huelsewede zuvor auch schon Trainingsspieler in der Erstligamannschaft der Paderborn Baskets war, stand er in der Saison 2009/10 in deren Kader, wurde aber nur in etwa der Hälfte der Spiele eingesetzt bei weniger als zehn Minuten Einsatzzeit pro Spiel. Nach dem Abstieg der Paderborner wechselte er zum Zweitligisten BasCats aus Cuxhaven, dem Kooperationspartner des Erstligisten Eisbären Bremerhaven. Bei den Eisbären waren mit Nachwuchskoordinator Hamed Attarbashi und Cheftrainer Douglas Spradley weitere ehemalige Verantwortliche aus Paderborn tätig, die mittlerweile nach Bremerhaven gewechselt waren. Bei den BasCats konnte Huelsewede seine Einsatzzeit auf knapp 20 Minuten steigern und zur ProA 2011/12 wurde er vom Erstliga-Absteiger und Ligakonkurrenten MBC aus Weißenfels verpflichtet. Der ambitionierte Verein schaffte am Ende der Spielzeit die Rückkehr in die erste Liga. Huelsewede selbst wurde jedoch im Team nicht mehr eingesetzt als in seiner Erstliga-Spielzeit in Paderborn.
Zur Saison 2012/2013 wechselte Huelsewede in die 2. Bundesliga ProB und unterschrieb einen Vertrag bei den White Wings Hanau. Dort hoffte er auf mehr Spielanteile: Er kam in der Saison in 13 Spielen zum Einsatz, ehe er verletzungsbedingt ausfiel.
Ab 2014 spielte er für den Verein Westfalen Mustangs. Nach seiner Zeit als Spieler betätigte sich Huelsewede als Trainer, betreute ab 2019 den Oberligisten SV Brackwede und ab 2021 die Herrenmannschaft des TSVE Bielefeld (2. Regionalliga).